# ¿Qué haría Reagan?
«¿Qué haría Reagan?» (en inglés What would Reagan do? abreviado como WWRD) es una frase que se hizo famosa y comenzó a ser utilizada principalmente por conservadores y republicanos de Estados Unidos tras el final de la presidencia de Ronald Reagan. Su utilización refleja la creencia de que el ex presidente de los Estados Unidos Ronald Reagan era un líder conservador modelo, cuya filosofía y políticas constituyeron un ejemplo a seguir como político moderno.

## Historia

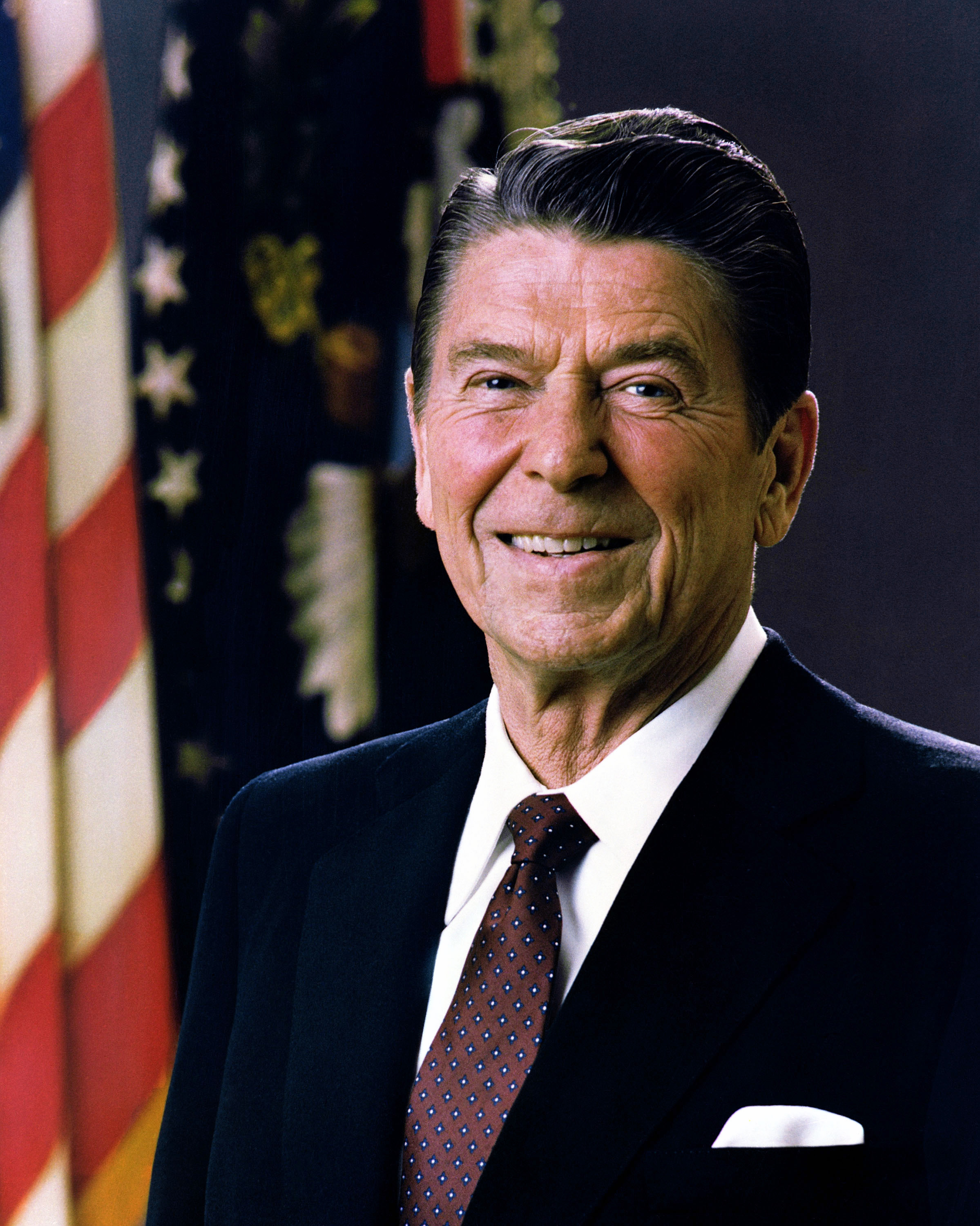
Ronald Reagan (1911–2004), presidente de Estados Unidos entre 1981 y 1989.

La frase deriva de una analogía con la frase «¿Qué haría Jesús?» (What would Jesus do? abreviado como WWJD), una antigua expresión que se hizo popular en la década de 1990 entre los cristianos evangélicos de Estados Unidos.
Aunque la frase «¿Qué haría Reagan?» existió desde los primeros años de la década de 2000, obtuvo una gran prominencia durante las primarias presidenciales del Partido Republicano de 2008, y particularmente en un debate que tuvo lugar en la Biblioteca y Museo Presidencial de Ronald Reagan.
La frase también ha sido promocionada por la Heritage Foundation, junto con los locutores de programas políticos de radio Sean Hannity y Laura Ingraham, apuntando a promover políticas que sigan la línea de Ronald Reagan, así como también preservando el legado de Reagan. La organización mantiene un sitio web con el nombre de esta frase, el que tiene archivos de vídeo y audios, además de transcripciones de los discursos de Reagan y otros documentos.

## Uso
En los últimos años ha sido utilizada como titular o la primera pregunta en las columnas o escritos de numerosos escritores conservadores, incluyendo a Rebecca Hagelin, Edwin Meese, Kate O'Beirne y James Pethokoukis.
Ocasionalmente la frase ha sido utilizada por conservadores iconoclastas para reclamar sobre ellos el manto de Reagan y criticar a conservadores más notorios; por algunos comentaristas liberales para menospreciar a republicanos que, según ellos, tampoco lograrían alcanzar los ideales de Reagan; y, por último, también por organizaciones políticas no partidistas que buscan emular aspectos del liderazgo de Reagan.